# Funny Pages
Funny Pages è un film del 2022 scritto e diretto da Owen Kline, al suo esordio alla regia di un lungometraggio.

## Distribuzione
Il film è stato presentato in anteprima il 24 maggio 2022 alla Quinzaine des Réalisateurs del 75º Festival di Cannes. È stato distribuito in un numero limitato di sale cinematografiche statunitensi e in video on demand da parte di A24, a partire dal 26 agosto dello stesso anno.

## Riconoscimenti
- 2023 – Independent Spirit Awards
  - Candidatura per la miglior performance rivelazione a Daniel Zolghadri
- 2022 – Gotham Independent Film Awards
  - Candidatura per il premio Bingham Ray al miglior regista rivelazione a Owen Kline
- 2022 – National Board of Review Awards
  - Migliori dieci film indipendenti